# جورج فريدريك فون رايشنباخ
جورج فريدريك فون رايشنباخ (بالألمانية: Georg Friedrich von Reichenbach)‏ هو مهندس ألماني، ولد في 21 يوليو 1771 في Durlach ‏ في ألمانيا، وتوفي في 21 مايو 1826 في ميونخ في ألمانيا.

## وصلات خارجية
- جورج فريدريك فون رايشنباخ على موقع الموسوعة البريطانية (الإنجليزية)